# Mutaro Embalo
Mutaro Embaló (sinh ngày 12 tháng 12 năm 1992), hay Bata, là một cầu thủ bóng đá người Guiné-Bissau thi đấu cho Operário ở vị trí tiền đạo.